# Svinjski pastir
Svinjski pastir (Svinedrengen) je pravljica danskega avtorja Hansa Christiana Andersena. 

## Obnova dela
Nekoč je živel reven princ, ki je imel majhno kraljestvo. Na stotine princes bi se omožilo z njim, vendar se je želel poročiti s cesarjevo hčerjo. Zato ji je poslal vrtnico, ki je dišala tako lepo, da je ob njej človek pozabil na vse tegobe tega sveta - in slavčka, ki je pel najlepše pesmi. Vendar princesa ni marala za ti darili, ker sta bili naravni in ne umetni. 
Tako se je princ preoblekel v skromna oblačila in si na cesarjevem gradu priskrbel službo svinjskega pastirja. Tam je izdelal majhen lonec, ki je zaigral lepo melodijo: 
»O, moj ljubi Avguštin, vse je po zlu!«
Najbolj umetno pri tem pa je bilo, da je človek, ki je dal roko v lonec, lahko zavohal, kaj se kuha za katerimkoli ognjiščem v cesarstvu. Princesa je videla lonec in ga je hotela, vendar ga je svinjski pastir želel prodati le za deset njenih poljubov. Strinjala se je in ga desetkrat poljubila, njene spletične pa so ju obkrožile, da bi prikrile to dejanje. Nato je svinjski pastir izdelal pripravo, ki je znala zaigrati katerokoli pesem. Ker jo je princesa hotela imeti, je morala svinjskemu pastirju zanjo odšteti sto poljubov. Med poljubljanjem jo je zalotil oče in je oba izgnal iz kraljestva.
Ob tem se je princesa razjokala in si želela, da bi v začetku sprejela lepega princa. Svinjski pastir pa si je obrisal obraz in stopil pred njo kot princ. Vendar ji je rekel, da jo mora zavrniti. Ni hotela imeti poštenega princa in ni razumela ne vrtnice ne slavca, lahko pa je poljubljala svinjskega pastirja, da bi dobila navadno igračo. Princ je odšel v svoje kraljestvo in pustil princeso zunaj. Tam je lahko sedela in prepevala: 
»O, moj ljubi Avguštin, vse je po zlu!«